# Agathia abacta
Agathia abacta là một loài bướm đêm trong họ Geometridae.